# James J. Nejdl
James Joseph Nejdl (* 24. November 1874 im heutigen Tschechien; † 3. Juli 1938 im Cook County, Illinois) war ein US-amerikanischer Politiker. In den Jahren 1924 und 1925 war er kommissarischer Vizegouverneur des Bundesstaates Indiana.

## Werdegang
Über den Werdegang von James Nejdl ist in den Quellen nicht viel überliefert. Er stammte aus dem heutigen Tschechien und kam zu einem unbekannten Zeitpunkt in die Vereinigten Staaten. Dort trat er der Republikanischen Partei bei und wurde in den Senat von Indiana gewählt. Im Jahr 1924 war er als President Pro Tempore Vorsitzender dieses Gremiums.
Nach dem am 30. April 1924 erfolgten Rücktritt des amtierenden Gouverneurs Warren T. McCray, der wegen Betrugs angeklagt war, fiel dessen Vizegouverneur Emmett Branch als dessen Stellvertreter das Amt des Gouverneurs von Indiana zu. Er musste die angebrochene Amtszeit seines Vorgängers bis zum 12. Januar 1925 beenden. Entsprechend der Staatsverfassung übernahm nun der President Pro Tempore des Staatssenats, James Nejdl, kommissarisch die Funktion des Vizegouverneurs, die er zwischen dem 30. April 1924 und dem 12. Januar 1925 bekleidete. Anschließend ist Nejdl politisch nicht mehr in Erscheinung getreten. Er starb am 3. Juli 1938 in Illinois.